# ألماس ونساء
ألماس ونساء رواية للروائية السورية لينا هويان الحسن. صدرت الرواية لأوّل مرة عام 2014 عن دار الآداب للنشر والتوزيع في بيروت. ودخلت في القائمة النهائية «القصيرة» للجائزة العالمية للرواية العربية لعام 2015، المعروفة باسم «جائزة بوكر العربية».

## حول الرواية
تقدّم الروائية السورية «لينا هويان الحسن» في هذه الرواية عالمًا مليئًا بالشخصيات والأحداث، وهو تجسيد يقوم على الحقيقي والمتخيّل لحياة وتاريخ عرب المهجر، لاسيما السوريين، وتحديدًا في باريس وساو بولو بدايات القرن العشرين وصولًا إلى سبعينيات وثمانينيات ذلك القرن، وعبر جيلين من هؤلاء المهاجرين. بطلة الرواية «الماظ» شاهدة على مرحلة مهمّة من مراحل التاريخ الاجتماعي والسياسي للعرب في العصر الحديث، وكل ذلك من خلال الكشف عن أسرار تلك المرحلة التاريخية، للمجتمع المخملي للعرب المهاجرين، وأدوارهم في المجتمعات التي يكونون فيها، وتحديدًا في دمشق، و«باريس»، و«ساو باولو».